# Marie Ptáková
Marie Ptáková (née le 18 janvier 1873 à Vlkov (Dobřeň) (cs); morte le 25 janvier 1953  à Česká Kamenice) fut une actrice tchécoslovaque de cinéma et de théâtre.

## Filmographie

### Cinéma
- 1918 : Démon rodu Halkenu
- 1920 : Za svobodu národa : Mère de Jirí
- 1921 : Dve matky
- 1921 : Ircin románek II. : Mère Supérieur
- 1921 : Na vysoké stráni : Chambermaid
- 1921 : Neznámé matky : Kalinová
- 1922 : Láska slecny Very : Femme de Hotovec
- 1922 : Manzelé paní Mileny : Tante de Král
- 1922 : Noc tríkrálová : Anna Marie Kostálová
- 1922 : Zlatý klícek : Femme de ménage
- 1926 : Josef Kajetán Tyl : Mère J.K. Tyl
- 1927 : Román hloupého Honzy : Glass Polisher
- 1929 : L'Organiste de la cathédrale Saint-Guy de Martin Frič : Abbess
- 1930 : Dzungle velkomesta : Tante de Karel Hobza
- 1930 : Nase jedenáctka
- 1931 : Karel Havlíček Borovský : Mère Havlickova
- 1931 : Magie moderne (télévision) : Bártová
- 1933 : Srdce za pisnicku : Zofie Strindberg
- 1935 : Barbora rádí : Official
- 1935 : Hrdina jedné noci : Hanina matka
- 1935 : První políbení
- 1935 : Studentská máma : Mère de Budil
- 1936 : Ircin románek
- 1936 : Komediantská princezna
- 1936 : Rozkosný príbeh
- 1937 : Devcátko z venkova : Foster-mother
- 1937 : Krb bez ohne : Kodymová
- 1937 : Mravnost nade vse : Mr. Roubalová - Executive Association for the Advancement of morality
- 1938 : Armádní dvojcata : Landlady
- 1938 : Cestou krízovou : Mère
- 1938 : Její pastorkyne : Buryjovka, starenka
- 1938 : Karel Hynek Mácha : Lorencová
- 1938 : Svatební cesta : Blazková
- 1938 : Tretí zvonení
- 1938 : Zborov : Anna, Femme de Kalina
- 1939 : Lízino stestí
- 1939 : Nevinná : Teta Ing. Nováka
- 1940 : Písen lásky
- 1940 : Smery zivota : Mère d'Antonín
- 1941 : The Incendiary's Daughter
- 1942 : Muzi nestárnou : Grandmother
- 1942 : Velká prehrada : Anna, Petrova matka
- 1943 : Zlaté dno : Fanynka
- 1944 : Jarní píseň : Stará Parízková (non créditée)
- 1946 : Reka caruje
- 1947 : Jan Rohác z Dube

### Courts-métrages
- 1947 : Nerozumím